# Technologie

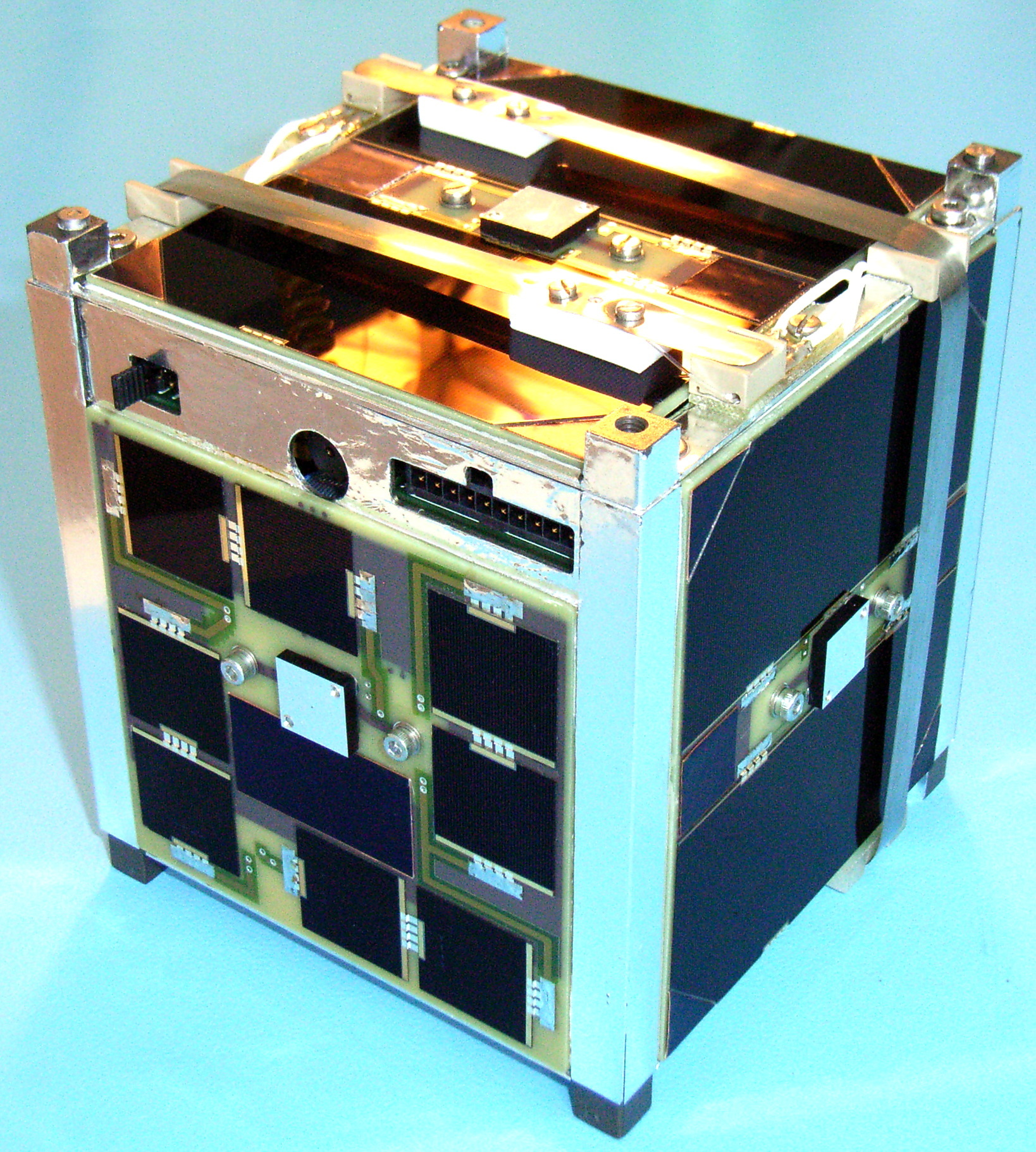
Picosatellit der Technischen Universität Berlin

Technologie im heutigen Sinne ist die Wissenschaft und Lehre von der Technik zur Planung und Herstellung von Industrieprodukten. Sie erforscht und vermittelt im Wesentlichen technisches Know-how zur Gestaltung verfahrens- und anwendungstechnischer Prozesse in Industriebetrieben einschließlich der Planung und Bereitstellung der erforderlichen Betriebsmittel und technischen Dokumentationen.

## Etymologie
Das Wort Technologie leitet sich ab von altgriechisch τεχνολογία technología „kunstgemäße Abhandlung über eine Kunst oder Wissenschaft“, das seinerseits auf τέχνη téchnē „Kunst, Handwerk“ sowie λόγος lógos (hier wie lateinisch litterae in der Bedeutung „Wissenschaften“, vergleiche -logie) zurückgeht. Im hellenistischen Griechisch (Koine, ab ca. 300 v. Chr.) wurde damit gelegentlich die „systematische Behandlung der Grammatik und Rhetorik“ bezeichnet.

## Allgemeines
Der Begriffsinhalt hat sich im Laufe der Zeit verschoben. Das Wort besaß früher die Bedeutung einer Kunstlehre zur Gewerbekunde. In neuerer Zeit überwiegen Bedeutungen wie „Lehre vom Handwerk“, „Wissenschaft von der Technik“ oder „technisches Know-how“, doch unterscheiden sich die verschiedenen Begriffsauffassungen teilweise beträchtlich. Technologie ist insgesamt betrachtet naturwissenschaftlich-technisches Wissen, welches die Grundlage für Produkte und Produktionsverfahren darstellt.
Technischer Fortschritt bringt Produkt- oder Finanzinnovationen hervor; wer einen Vorsprung in der Anwendung neuer Techniken gegenüber der Konkurrenz aufweist, heißt Technologieführer.

## Verschiedene Bedeutungen in der Neuzeit

### 18. Jahrhundert
Bis ins 18. Jahrhundert verstand man, vermutlich unter dem Einfluss des hellenistischen Wortgebrauchs, unter Technologie die „Lehre von den Kunstwörtern oder terminis technicis“. Diese Bedeutung ist bloß von sprachgeschichtlichem Interesse und spielt längst keine Rolle mehr.
Der Aufklärungsphilosoph Christian Wolff schrieb 1740 von einer „möglichen Philosophie der Handwerke, auch wenn sie bislang vernachlässigt wird. […] So ist die Technologie die Wissenschaft von den Handwerken und von den Handwerkserzeugnissen“. Mit Handwerken und Handwerkserzeugnissen ist aus damaliger Sicht offenkundig die gesamte „Technik“ gemeint (ein Wort, das es im heute geläufigen Sinn seinerzeit nicht gegeben hat). Ausdrücklich nennt Wolff auch die Architektur als einen Teil der Technologie. Interessant ist der Umstand, dass Wolff die Technologie als einen möglichen Zweig der Philosophie betrachtet. Das lässt sich damit erklären, dass die Ablösung der Einzelwissenschaften von der Philosophie großenteils noch nicht erfolgt war, aber man kann darin auch einen Vorgriff auf die Philosophie der Arbeit oder die Technikphilosophie sehen.
Als Begründer des deutschsprachigen Konzepts der Technologie gilt der Staatswissenschaftler Johann Beckmann. Nach kurzen Erwähnungen des Wortes in den Jahren 1769 und 1772 hat Beckmann 1777 das Buch Anleitung zur Technologie, oder zur Kenntniß der Handwerke, Fabriken und Manufacturen vorgelegt. Darin sagt Beckmann: „Technologie ist die Wissenschaft, welche die Verarbeitung der Naturalien, oder die Kenntniß der Handwerke, lehret“ (ebd., S. 17). An dieser Stelle nennt er nur die Handwerke und nicht auch, wie Wolff, deren Erzeugnisse; allerdings geht er an zahlreichen Stellen des Buches auch darauf ein und ergänzt seine Anleitung später durch eine eigene Warenkunde. Gleichwohl ist Beckmanns Programm vielfach so aufgenommen worden, als handele es allein von der Theorie der Produktionsprozesse und nicht auch der technischen Produkte.

### 19. Jahrhundert
Diese Auffassung steht bei Karl Marx im Vordergrund, dem es vor allem um das Verhältnis von Industriearbeit und Kapital geht. „Das Prinzip [der modernen Industrie], jeden Produktionsprozeß […] in seine konstituierenden Elemente aufzulösen, schuf die ganz moderne Wissenschaft der Technologie“. Andererseits entwickelt er aber auch eine sehr viel weitergehende, sozusagen gesellschaftstheoretische Vorstellung: „Die Technologie enthüllt das aktive Verhalten des Menschen zur Natur, den unmittelbaren Produktionsprozeß seines Lebens, damit auch seiner gesellschaftlichen Lebensverhältnisse und der ihnen entquellenden geistigen Vorstellungen“.
Seit dem späten 19. Jahrhundert wird Technologie zum Sondergebiet der Technikwissenschaften, das sich mit den Ver- und Bearbeitungsverfahren befasst. Man spricht von mechanischer, chemischer, Lebensmitteltechnologie usw., schränkt den Begriff also ausdrücklich auf die Lehre von den Produktionsverfahren ein.

### 20. Jahrhundert
In der Deutschen Demokratischen Republik führte die Fachtradition im Zusammenhang mit einem diesbezüglichen Marx-Verständnis dazu, Technologie allein im Sinne von „Produktionslehre“ aufzufassen und sogar mittlere Fachkräfte in der Industrie (Fertigungsplaner, Arbeitsvorbereiter usw.) als Technologen zu bezeichnen. In einer Definition, die von der Fakultät für Technologie der Technischen Universität Dresden im Dezember 1960 ausgearbeitet wurde, lautet es: „Technologie ist die Wissenschaft von den naturwissenschaftlich-technischen Gesetzmäßigkeiten der Produktionsprozesse.“ In einem repräsentativen Fachlexikon heißt es: „Technologie: Disziplin der technischen Wissenschaften, die die materiell-technische Seite des Produktionsprozesses, den technologischen Prozess, zum Gegenstand hat.“ Abteilungen zur Fertigungsplanung und Arbeitsvorbereitung in Volkseigenen Betrieben wurden meist ebenfalls unter der Bezeichnung Technologie geführt.
In Westdeutschland verbreitete sich unter dem Einfluss der ungenauen Übersetzung und Adaption des Wortes „technology“ aus dem Englischen seit den 1960er Jahren in Politik, Wirtschaft und Medien eine weitgehend unspezifische Wortverwendung, die mehr oder weniger dasselbe bedeutet wie Technik. So wird z. B. in der Produktwerbung oft schönfärberisch von Technologie statt von Technik gesprochen, um ein technisches Produkt wertvoller erscheinen zu lassen. Spricht jemand zum Beispiel im Zusammenhang mit Fahrzeugen von „neuester Technologie“, ist eigentlich die Fahrzeugtechnik gemeint.
Im Englischen, besonders amerikanischer Prägung, ist das tatsächlich existierende Wort technique (seltener: technic oder technics) als Pendant zum deutschen Technik völlig ungebräuchlich. Alles, was im Deutschen korrekt Technik heißt, wird im Englischen meist technology genannt. Daher wird im Deutschen die Bezeichnung Technologie oft fälschlich für Technik verwendet. Das Bedeutungsspektrum des englischen technology ist jedoch viel breiter als das von Technologie: Es reicht von Technik über Gerät, Werkzeug, Methode, Computerprogramm bis hin zu technischen Systemen und Verfahren. Entsprechend ist bei der Übersetzung aus dem Englischen ins Deutsche Vorsicht geboten.

### Aktuelle Tendenzen
Inzwischen findet die Auffassung eine gewisse Resonanz, die Wortbedeutung aus dem 18. Jahrhundert wieder aufzunehmen und Technologie zu definieren als „die Wissenschaft von der Technik“.
Nach einem Vorschlag von Johann Beckmann umfasst der Begriff die Allgemeine Technologie (transdisziplinäre Technikforschung und Techniklehre) und die speziellen Technologien (die einzelnen technikwissenschaftlichen Disziplinen).

## Arten
Im Hinblick auf den Produktlebenszyklus und das Marktpotenzial lassen sich drei Technologietypen unterscheiden, und zwar Basistechnologien, Schlüsseltechnologien und Schrittmachertechnologien. Basistechnologien befinden sich in der Reifephase ihres Lebenszyklus, Schlüsseltechnologien unterliegen einer Phase des Marktwachstums, Schrittmachertechnologien sind Problemlösungen und befinden sich noch im frühen Stadium der Produktentwicklung. „Killer-Technologien“ sind Technologien, die im Zeitpunkt der Marktreife die vorhandenen Technologien und Schlüsseltechnologien als Substitutionsgut ersetzen.
Technologien können sich wechselseitig ergänzen (komplementäre Technologien) wie etwa die Computertechnik und das Internet, ein Konkurrenzverhältnis untereinander aufweisen (konkurrierende Technologien, Substitutionstechnologien) wie die Analogtechnik und Digitaltechnik oder in einer neutralen Beziehung zueinander stehen (hierzu gehören die so genannten Nachbartechnologien). Zudem lässt sich zwischen spezifischen Technologien unterscheiden, die lediglich in einem eng umgrenzten Arbeitsgebiet einer Branche anwendbar sind und Querschnittstechnologien mit branchenübergreifenden Auswirkungen.

## Anwendungsgebiete
Heutige Anwendungsgebiete der Technologie sind Verpackungstechnologie, Fertigungstechnik, Biotechnologie, Bionik, Elektromobilität, Energietechnik, Gentechnologie, Getränketechnologie, Informations- und Kommunikationstechnologie, Softwaretechnik, künstliche Intelligenz, Lebensmitteltechnologie, Mikroelektronik, Nanotechnologie, Robotertechnik, Wasser- und Abwassertechnik.